# جاسم المهيري
جاسم محمد المهيري (ولد في 30 أغسطس 2002)، لاعب كرة قدم قطري، يلعب في نادي الشمال.

## مسيرة اللاعب
لعب في نادي الدحيل ونادي قطر ونادي الشمال.